# 市道118號
市道118號（舊港－羅浮），是臺灣的一條市道，主要行經新竹縣北部鄉鎮，西起新竹市北區南寮，東至桃園市復興區羅浮，全長共計62.772公里，為台灣第5長的縣市道。。其中關西鎮馬武督（錦山）至復興區羅浮之路段稱做羅馬公路，它是帶有地區經濟與觀光用途的重要聯絡道路。
- 東行新竹縣關西鎮與桃園市復興區交界路段
- 西行桃園市復興區與新竹縣關西鎮交界路段
- 終點羅浮，與台7線相交處，位於桃園市復興區

## 歷史沿革
- 1937年，臺灣總督府公告的指定道路中已有「新社關西道」19.6477公里[2]，可從舊港新社（位於今竹北市）一路經新埔通至關西，其路徑大致為現今118號竹北－新埔－關西段。
- 1966年8月1日，臺灣省政府公告「臺灣省縣鄉道及專用公路路線里程表」[3]，縣道118號「舊港－錦山」里程為34.286公里。
- 1977年8月15日，臺灣省政府公告「65年度臺灣省公路資料統計表」[4]，縣道118號「舊港－羅浮」起點東移至省道台15線交岔路口（現新竹縣竹北市中正西路與長青路一段路口），並從原終點向東延伸，納入已闢建完成的羅馬公路路段，終點改至桃園縣復興鄉（今桃園市復興區）羅浮，省道台7線交岔路口，里程為59.845公里。
- 時間不明，縣道118號竹北市區路段改行中正東路再接中山路[5]，新埔鎮市區路段改行已拓寬為雙線道之中正路[6]。
- 國道三號關西交流道通車以後，新闢之關西交流道聯絡道納編縣道118號[5]。
- 2012年11月9日，交通部公告將縣道118號向西延伸，新起點改在新竹市富美路與東大路三段（縣道122號）交岔路口，納入新竹市富美路至竹北市中正西路原118號起點之間的省道台15線舊線；新埔鎮市區路段改行田新路外環道。[7]。
- 原桃園縣升格直轄市後，縣道118號桃園縣路段於2017年7月28日經交通部公告廢止，並改納編為市道118號桃園市路段[8]。

## 行經行政區域
| 新竹市 | 北區   | 南寮              | 0.000  | 縣道122號    | 公路起點            |
| 新竹市 | 北區   | 0.5               |        |              |                     |
| 新竹市 | 北區   | 舊港              | －     | （地區道路） |                     |
| 1      |        |                   |        |              |                     |
| 新竹縣 | 竹北市 | 新庄子            | 1.936  | 竹73線       | 竹73線終點          |
| 新竹縣 | 竹北市 | 溪洲              | －     | （地區道路） |                     |
| 新竹縣 | 竹北市 | －                |        |              |                     |
| 新竹縣 | 竹北市 | 馬麟厝            | 5.022  | 竹54-2線     |                     |
| 新竹縣 | 竹北市 | 新社              | －     | （地區道路） |                     |
| 新竹縣 | 竹北市 | 竹北市區          | －     | 台1線        |                     |
| 新竹縣 | 竹北市 | － 跨越縱貫線北段 |        |              |                     |
| 新竹縣 | 竹北市 | 豆子埔            | －     | （地區道路） |                     |
| 新竹縣 | －     |                   |        |              |                     |
| 新竹縣 | 新埔鎮 | 犁頭山            | 10.593 | 縣道117號    |                     |
| 新竹縣 | 新埔鎮 | 土地公埔          | －     | 竹16線       | 竹16線起點          |
| 新竹縣 | 新埔鎮 | －                |        |              |                     |
| 新竹縣 | 新埔鎮 | 田新              | －     | 縣道115號    | 與縣道115號共線起點 |
| 新竹縣 | 新埔鎮 | 田新              | －     | 縣道115號    | 與縣道115號共線終點 |
| 新竹縣 | 新埔鎮 | －                |        |              |                     |
| 新竹縣 | 新埔鎮 | 五分埔            | －     | （地區道路） |                     |
| 新竹縣 | 新埔鎮 | 水汴頭            | －     | 竹18線       | 與竹18線共線起點    |
| 新竹縣 | 新埔鎮 | 水汴頭            | 18.728 | 竹18線       | 與竹18線共線終點    |
| 新竹縣 | 新埔鎮 | 水汴頭            | －     |              |                     |
| 新竹縣 | 新埔鎮 | 水汴頭            | －     | （無）       |                     |
| 新竹縣 | 關西鎮 | 石岡子            | 20.709 | 竹21線       | 竹21線起點          |
| 新竹縣 | 關西鎮 | －                |        |              |                     |
| 新竹縣 | 關西鎮 | 茅子埔            | －     | （地區道路） |                     |
| 新竹縣 | 關西鎮 | －                |        |              |                     |
| 新竹縣 | 關西鎮 | 深坑子            | －     | （地區道路） |                     |
| 新竹縣 | 關西鎮 | －                |        |              |                     |
| 新竹縣 | 關西鎮 | 高橋              | －     | （地區道路） |                     |
| 新竹縣 | 關西鎮 | －                |        |              |                     |
| 新竹縣 | 關西鎮 | 店子岡            | －     | （地區道路） |                     |
| 新竹縣 | 關西鎮 | 關西交流道        | 23.200 | 國道三號     |                     |
| 新竹縣 | 關西鎮 | 店子岡            | －     | （地區道路） |                     |
| 新竹縣 | 關西鎮 | 北門口            | －     | （地區道路） |                     |
| 新竹縣 | 關西鎮 | 北門口            | －     |              |                     |
| 新竹縣 | 關西鎮 | 北門口            | －     | 竹27線       | 竹27線終點          |
| 新竹縣 | 關西鎮 | 關西              | －     | （地區道路） |                     |
| 新竹縣 | 關西鎮 | －                |        |              |                     |
| 新竹縣 | 關西鎮 | 下三屯            | －     | （地區道路） |                     |
| 新竹縣 | 關西鎮 | －                |        |              |                     |
| 新竹縣 | 關西鎮 | 十六張            | 25.831 | 台3線        |                     |
| 新竹縣 | 關西鎮 | 湳湖              | －     | （地區道路） |                     |
| 新竹縣 | 關西鎮 | 湳湖              | －     |              |                     |
| 新竹縣 | 關西鎮 | 湳湖              | －     | （地區道路） |                     |
| 新竹縣 | 關西鎮 | －                |        |              |                     |
| 新竹縣 | 關西鎮 | 馬武督            | －     | （地區道路） |                     |
| 新竹縣 | 關西鎮 | 馬武督            | －     |              |                     |
| 新竹縣 | 關西鎮 | 馬武督            | －     | （地區道路） |                     |
| 新竹縣 | 關西鎮 | 馬武督            | －     |              |                     |
| 新竹縣 | 關西鎮 | 馬武督            | －     | （地區道路） |                     |
| 新竹縣 | 關西鎮 | 馬武督            | －     |              |                     |
| 新竹縣 | 關西鎮 | 馬武督            | －     | 竹30-1線     | 竹30-1線起點        |
| 新竹縣 | 關西鎮 | 馬武督            | －     |              |                     |
| 新竹縣 | 關西鎮 | 馬武督            | －     | （地區道路） |                     |
| 新竹縣 | 關西鎮 | －                |        |              |                     |
| 新竹縣 | 關西鎮 | 錦山              | 35.155 | 竹29線       | 竹29線起點          |
| 新竹縣 | 關西鎮 | 錦山              | －     |              |                     |
| 新竹縣 | 關西鎮 | 錦山              | －     | （地區道路） |                     |
| 桃園市 | 復興區 | 上高遶            | －     | （地區道路） |                     |
| 桃園市 | 復興區 | －                |        |              |                     |
| 桃園市 | 復興區 | －                |        |              |                     |
| 桃園市 | 復興區 | 中高遶            | －     | （地區道路） |                     |
| 桃園市 | 復興區 | 下高遶            | －     | （地區道路） |                     |
| 桃園市 | 復興區 | －                |        |              |                     |
| 桃園市 | 復興區 | －                |        |              |                     |
| 桃園市 | 復興區 | 高遶坪            | －     | （地區道路） |                     |
| 桃園市 | 復興區 | －                |        |              |                     |
| 桃園市 | 復興區 | －                |        |              |                     |
| 桃園市 | 復興區 | 竹頭角            | －     | （地區道路） |                     |
| 桃園市 | 復興區 | －                |        |              |                     |
| 桃園市 | 復興區 | 下奎輝            | －     | （地區道路） |                     |
| 桃園市 | 復興區 | 中奎輝            | 51.321 | （地區道路） |                     |
| 桃園市 | 復興區 | 上奎輝            | －     | （地區道路） |                     |
| 桃園市 | 復興區 | 上奎輝            | －     |              |                     |
| 桃園市 | 復興區 | 上奎輝            | －     | （地區道路） |                     |
| 桃園市 | 復興區 | －                |        |              |                     |
| 桃園市 | 復興區 | －                |        |              |                     |
| 桃園市 | 復興區 | 溪口台            | －     | （地區道路） |                     |
| 桃園市 | 復興區 | －                |        |              |                     |
| 桃園市 | 復興區 | －                |        |              |                     |
| 桃園市 | 復興區 | 羅浮              | 62.772 | 台7線        | 公路終點            |
| 共線   |        |                   |        |              |                     |

## 沿線路名
| 新竹市路段 - 富美路 | 新竹縣路段 - 中正西路 - 中正東路 - 中山路（竹北市） - 文山路犁頭山段 - 文山路亞東段 - 中正路 - 新關路五埔段 - 石岡子路 - 正義路 - 中山路（關西鎮） - 中豐路一段 | 桃園市路段 - 羅馬路 |

## 沿線設施與景點
| 新竹市路段 - 塹港富美宮 | 新竹縣路段 - 新竹縣竹北市豐田國民小學 - 新竹縣立竹北國民中學 - 新竹縣竹北市竹北國民小學 - 新竹縣私立義民高級中學 - 竹北車站（縱貫線北段） - 新竹縣竹北市中正國民小學 - 新埔怒潮亭 - 新竹縣立石光國民中學 - 關西交流道（ 國道三號） - 新竹縣立關西國民中學 - 關西東安橋 - 新竹縣立富光國民中學 - 新竹縣關西鎮錦山國民小學 | 桃園市路段 - 石門水庫 - 桃園市復興區長興國民小學 - 桃園市復興區奎輝國民小學 - 樂信瓦旦紀念公園 |